# ژیلاندیسای
ژیلاندیسای (قزاقی: Жыландысай) یک رود در استان آق‌تپه کشور قزاقستان است.